# Брянский радиотелецентр РТРС
Брянский областной радиотелевизионный передающий центр (филиал РТРС «Брянский ОРТПЦ») — подразделение ФГУП «Российская телевизионная и радиовещательная сеть» (РТРС), основной оператор эфирного цифрового и аналогового теле- и радиовещания в Брянской области.
С 2011 по 2013 годы брянский филиал РТРС реализовал мероприятия по строительству в регионе цифровой эфирной телесети, предусмотренные федеральной целевой программой «Развитие телерадиовещания в Российской Федерации на 2009—2018 годы». В Брянской области построена и введена в эксплуатацию 31 передающая станция. 27 из них возводились с нуля, четыре существующие аналоговые станции были реконструированы и адаптированы для цифровой телевизионной трансляции. Передающие станции транслируют 20 цифровых эфирных телеканалов в стандарте DVB-T2 и три радиостанции, входящие в состав первого и второго мультиплексов. Станции оснащены основным и резервным комплектами оборудования для обеспечения бесперебойной трансляции цифровых каналов. Цифровое эфирное телевидение доступно для более чем 99 % жителей области.
До перехода на цифровое эфирное телевидение в ряде районов Брянской области были доступны до 10 аналоговых телеканалов.

## История

### 1918—1960-е годы
26 мая 1918 года заработала первая приёмная радиостанция Брянска. Однако официальная история областного радиотелецентра началась спустя 41 год.
16 октября 1957 года по решению городских партийных и советских органов в Брянске началось строительство телевизионного центра. У истоков строительства, его первых кирпичиков, стояли руководители областного управления связи Скуфьин Иван Дмитриевич, Дайнович Григорий Петрович, а также энтузиасты новой для области отрасли связи: Николаев Виктор Григорьевич, Куликов Илья Петрович, Жиглов Том Борисович, Зарытовская Мария Ивановна, Журавлевич Владимир Петрович, Корешков Петр Дмитриевич. Строительство велось под непосредственным руководством заведующего промышленно-транспортным отделом обкома КПСС Борзенкова Серафима Яковлевича.

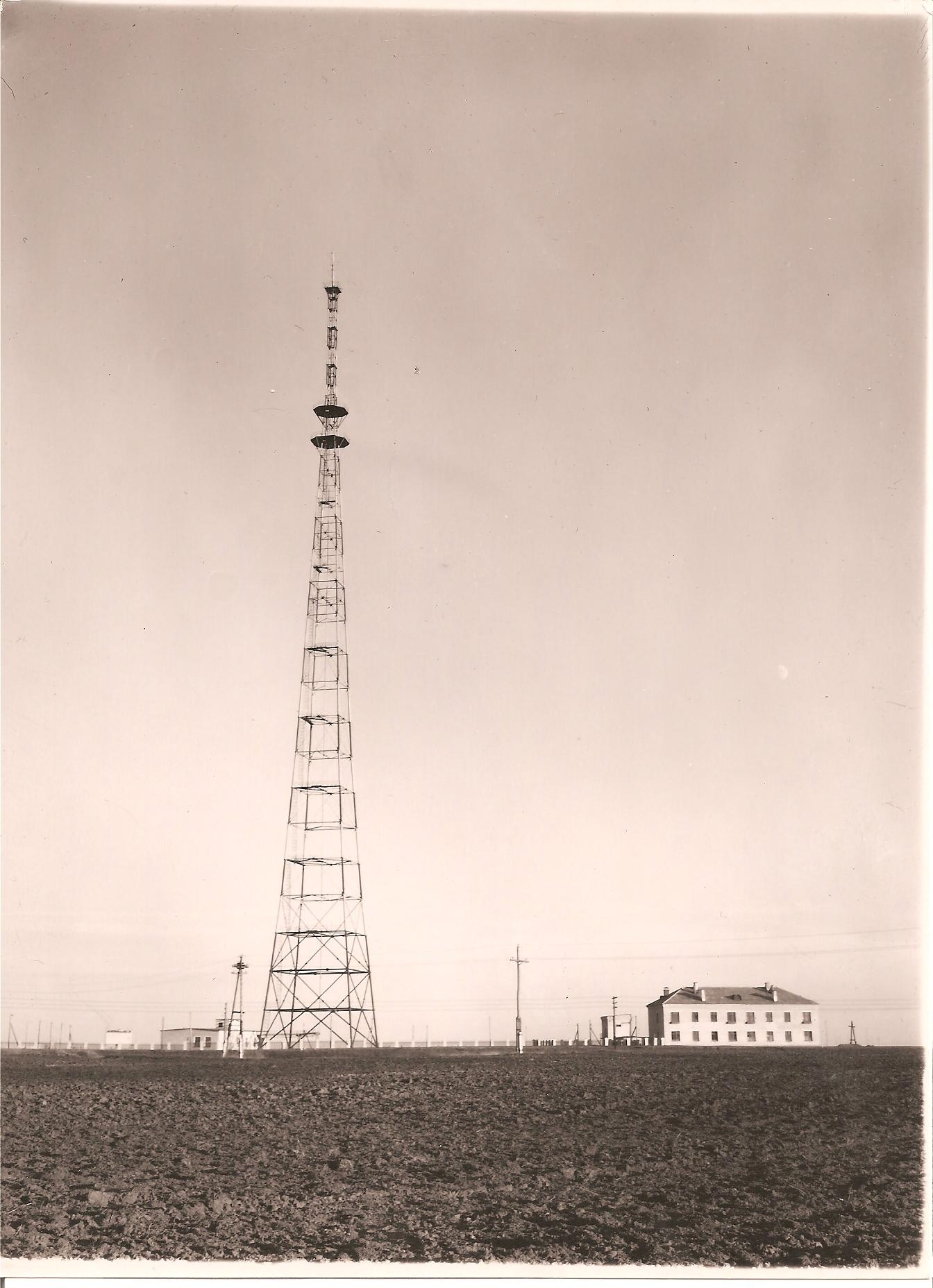
Телецентр Брянск Весна 1959 года

30 октября 1958 года Комплекс телевизионной станции принят хозяйственной комиссией. В него входили жилой дом, водонапорная башня, телевизионная башня с антенно-фидерными устройствами, передатчик МТР-2/1, моноскопная установка и один студийный канал с передающей камерой КТ-6. Из приспособленной студии начали вести передачи, а проще сказать — крутить кинофильмы. Конечно, такие передачи не могли удовлетворить население. Поэтому совместными усилиями руководства области и связистов был приобретен аппаратно-студийный комплекс ТЦ-2 на два камерных канала и построена студия площадью 24 м². По тем временам студия была оснащена самой современной аппаратурой, которая позволяла вести передачи как из студии, так и из кинопроекционной.
14 марта 1959 года Государственная комиссия приняла в эксплуатацию новый комплекс телевизионной станции. Эта дата считается днём рождения Брянского радиотелецентра. В таком виде, как самостоятельный программный телецентр, он работал до апреля 1960 года.

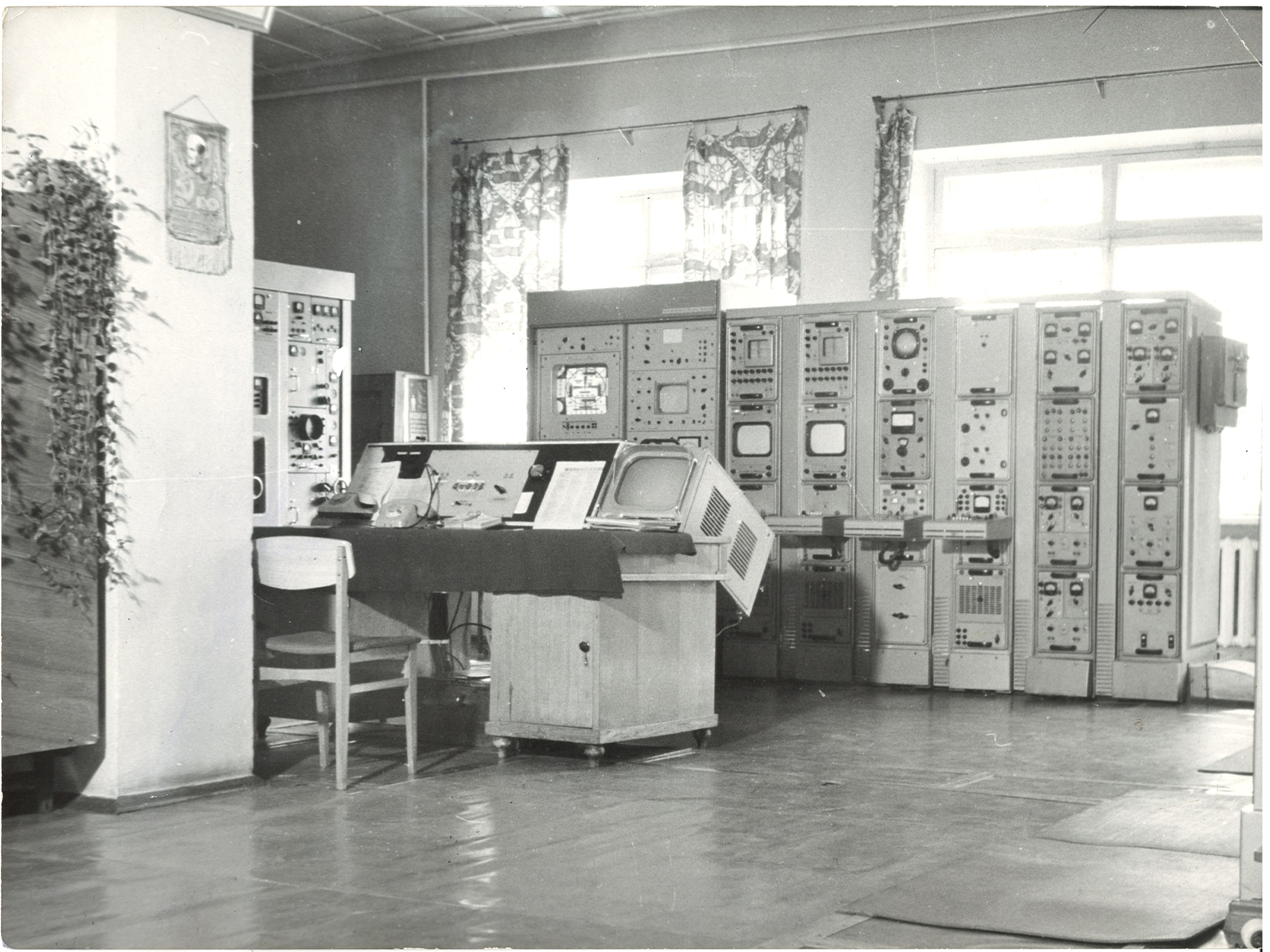
УКВ-цех в Брянске 1960-е годы

В апреле 1960 года Государственная комиссия ввела в строй радиорелейную линию Орел — Брянск. Это позволило транслировать в Брянске передачи Центрального телевидения (ЦТ). По инициативе партийных и советских органов к 1962 году студия была переведена в новое помещение площадью 100 м²., приобретено еще два камерных канала и один канал самостоятельно изготовлен работниками телецентра. Таким образом в городе заработал телевизионный центр с пятиканальным аппаратно-студийным комплексом. Он вошел в историю Министерства связи СССР под названием «Брянский вариант». Позднее по этому варианту строились телевизионные центры в гг. Курске, Владимире, Орле, Новомосковске Тульской области и других.
В 1965 году для обеспечения охвата телевизионным сигналом всей области, по предложению связистов, добавились реконструкции Брянского телецентра и строительства новых станций в Унече и п. Шведчики Севского района с радиорелейными линиями Брянск-Унеча и Курск-Шведчики. Тем более, что уже вставал вопрос о трансляции второй программы Центрального телевидения и передач в цветном изображении.
В 1969 году Брянский телецентр переименован в областную радиотелевизионную передающую станцию (ОРПС).

### 1970—1980-е годы
В 1971 году введены в эксплуатацию новые станции в г. Унеча и п. Шведчики Севского района с радиорелейными линиями Брянск-Унеча и Курск-Шведчики, а так же проведена реконструкция станции в г. Брянске. На всех станциях были установлены мощные передатчики УКВ ЧМ-вещания, транслирующие первую программу Центрального телевидения и радиостанцию «Маяк» Всесоюзного радио. Телевизионные передачи транслировались с цветным изображением. Станции были укомплектованы оборудованием типа «Якорь», «Зона», «Дождь-2».

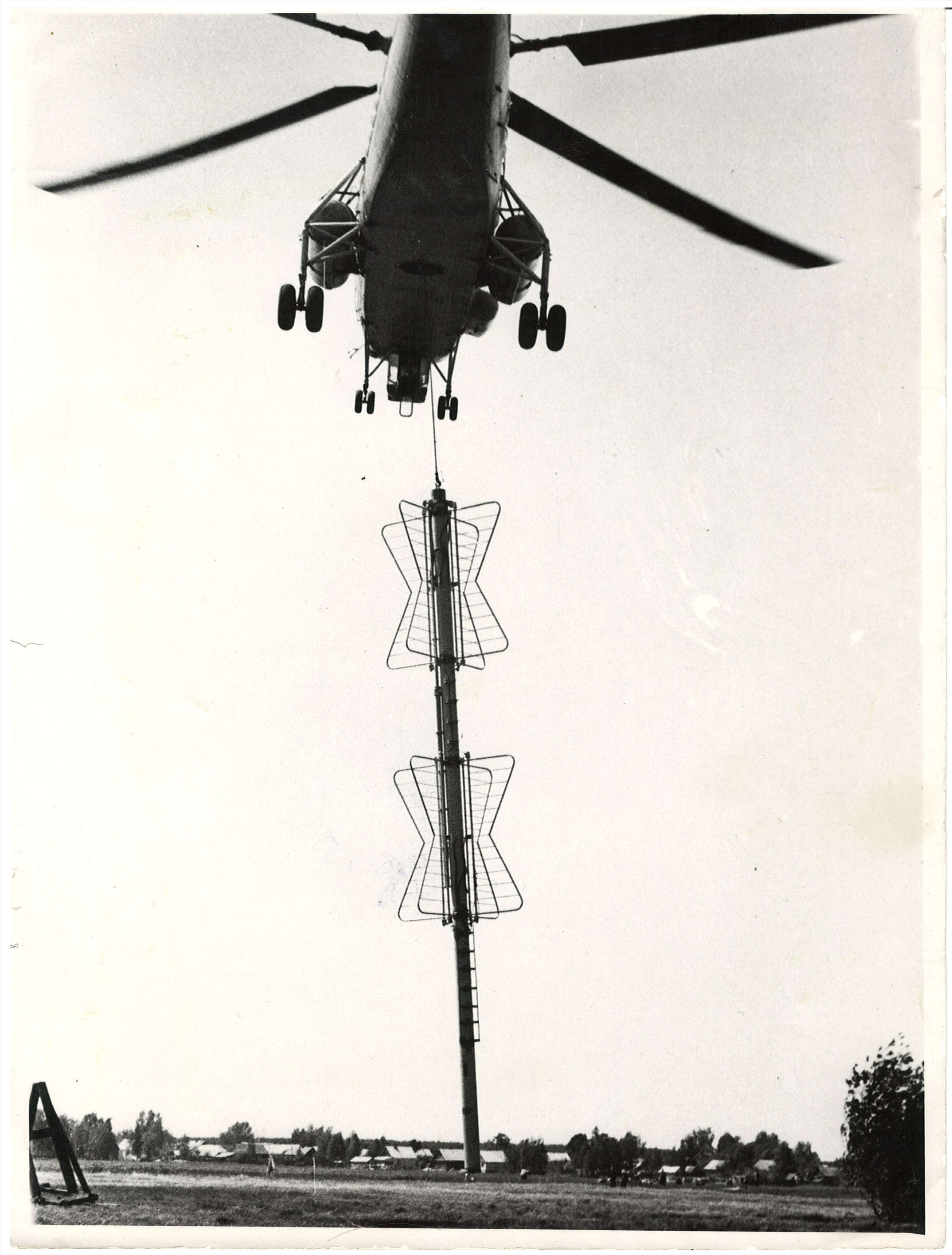
Монтаж 220 м мачты станции «Унеча»

Брянская ОРПС одной из первых в стране начала трансляцию телевизионных передач в дециметровом диапазоне — наиболее перспективном для дальнейшего развития телевизионного вещания. Совместно с научно-исследовательским институтом радио был осуществлен эксперимент по установке дециметровой ТВ антенны со смешанной поляризацией на телебашне г. Брянска. Работы проведены на уровне изобретения, экономический эффект которого составил около 200 тысяч рублей. Отличилась Брянская ОРПС и при монтаже антенн: впервые в СССР, установка новой телевизионной антенны станции «Унеча» была произведена с помощью вертолёта Ми-8. Это сократило сроки монтажа и сэкономило 90 тысяч рублей. Эти мероприятия широко комментировались в журналах и брошюрах издательства «Связь», «Радио и связь». Авторитет Брянской ОРПС, её технически грамотного и инициативного коллектива позволил министру связи СССР рекомендовать станцию для проведения ряда экспериментов по линии Министерства обороны.
В 1973 году предприятие получило название «Брянский областной радиотелевизионный передающий центр». В том же году на смену передатчикам «Будавокс», транслировавшим программы «Радио России» и «Маяк», пришли радиопередатчики «Дождь-2». Начались работы по организации трансляции второй программы ЦТ (тогда она называлась «блок 2-й программы» и состояла из дневной учебной программы и четвертой программы Московского ТВ).
В 1974 году в Брянске началась трансляция Второй программы ЦТ с радиостанции «Ладога» мощностью 25 кВт.
В 1984 году было принято решение использовать геостационарный искусственный спутник земли «Горизонт», транслирующий первую программу ЦТ и наземные приемные станции «Москва» с маломощными ретрансляторами типа РЦТА-70-Р/12 и ТРА-10 для установки их в населенных пунктах с наиболее слабым приемом телепрограмм. Стартовало строительство маломощных ретрансляторов в населённых пунктах Трубчевск, Новозыбков, Клетня, Погар, Навле и Белая Березка.
С 1986 года станция Брянска транслирует радиопередачи в УКВ-диапазоне в стереофоническом звучании.
В годы коренных изменений в России Брянскому радиотелецентру, как и многим учреждениям страны, пришлось нелегко. Но, несмотря на это, благодаря сплочённому и высокопрофессиональному коллективу, предприятию удалось сохранить радиотелевизионную передающую сеть, увеличить количество ретранслируемых телевизионных и радиовещательных программ, модернизировать имевшееся оборудование.

### 1990—2000-е годы
В 1996 году началась трансляция телеканала НТВ в Брянске с передатчика «Онега 1» мощностью 1 кВт.
В 2000 году в Брянске стартовала трансляция телеканала «Дарьял ТВ» с передатчика ТВ-100 М мощностью 100 Вт.
В 2001 году жителям Брянска стал доступен «Спортивный телеканал 7ТВ».
25 августа 2002 года радиотелецентр вошел в РТРС как филиал «Брянский ОРТПЦ».

## Деятельность
15 июня 2006 года брянский филиал РТРС начал трансляцию цифрового телевидения в формате MMDS (Multipoint Multichannel Distribution System). 2 апреля 2012 года филиал прекратил трансляцию цифрового телевидения в этом формате.
10 сентября 2012 года РТРС начал тестовую трансляцию 10 телеканалов первого мультиплекса со станций в Трубчевском, Дятьковском, Новозыбковском, Клинцовском, Севском, Брянском районах области и Брянске.
18 октября 2012 года РТРС открыл в Брянске центр консультационной поддержки зрителей цифрового эфирного телевидения.
С 20 декабря 2013 года трансляция первого мультиплекса стала доступна во всем регионе.
2 июня 2014 года в Брянске и Новозыбкове, а к концу месяца в Клинцах началась трансляция второго мультиплекса.
25 августа 2017 года в Брянске начал работу центр кодирования и формирования мультиплексов.
11 сентября 2017 года брянский филиал РТРС и ГТРК «Брянск» начали трансляцию региональных программ в составе пакета цифровых телеканалов РТРС-1 (первый мультиплекс) в Брянской области. Местные новости и программы на телеканалах «Россия 1», «Россия 24» и на «Радио России» стали доступны более 99 % жителей региона.
21 сентября 2017 года губернатор Брянской области Александр Богомаз дал старт региональному цифровому вещанию в составе первого мультиплекса. Вместе с Александром Богомазом символическую кнопку запуска нажали председатель Брянской областной Думы Владимир Попков, заместитель руководителя регионального департамента ВГТРК Андрей Никитин, директор филиала ВГТРК "ГТРК «Брянск» Галина Тихомирова и директор брянского филиала РТРС Ирина Малявко. В мероприятии участвовали глава Брянской городской администрации Александр Макаров, глава Брянска Александр Хлиманков, руководитель управления Роскомнадзора по Брянской области Дмитрий Кузин и начальник управления филиала Радиочастотного центра центрального федерального округа по Брянской области Роман Сильченко.
В середине декабря 2017 года брянский филиал РТРС ввел в эксплуатацию цифровую эфирную телесеть второго мультиплекса в Брянской области.
20 декабря 2018 года в регионе начали работу все передатчики второго мультиплекса. Цифровой телесигнал второго мультиплекса стал доступен для более 99 % населения региона.
24 апреля 2019 года губернатор Брянской области Александр Богомаз поздравил Брянский радиотелецентр РТРС с 60-летием. Торжественное мероприятие по случаю юбилея радиотелецентра прошло в правительстве Брянской области.
3 июня 2019 года в регионе прекратилось аналоговое вещание федеральных телеканалов. Брянская область полностью перешла на цифровое телевидение. План отключения аналогового телевидения в России был утвержден решением Правительственной комиссии по развитию телерадиовещания от 29 ноября 2018 года. Брянская область вместе с 35 другими регионами вошла в третий этап отключения аналогового сигнала. Работу по переходу на цифровое эфирное вещание Брянской области высоко оценили заместитель министра цифрового развития, связи и массовых коммуникаций Российской Федерации Алексей Волин и первый заместитель генерального директора по управлению, эксплуатации и развитию сети РТРС Виктор Пинчук.
29 ноября 2019 года РТРС начал трансляцию программ общедоступных региональных телеканалов в 68 регионах. В Брянской области таким телеканалом стала «Брянская Губерния». Региональные программы выходят в эфире телеканала «Общественное телевидение России» (ОТР) в цифровом качестве.

## Организация вещания
Инфраструктура брянского филиала РТРС включает:
- областной радиотелевизионный передающий центр;
- три производственных подразделения;
- региональный центр формирования мультиплексов;
- 31 передающую станцию цифрового эфирного телевидения;
- передающую земную станцию спутниковой связи для доставки региональных программ;
- 62 цифровых телевизионных передатчика;
- более 30 радиовещательных передатчиков;
- 10 точек присоединения операторов кабельного телевидения: Брянск, Унеча, Новозыбков, Жуковка;
- 31 устройство замещения регионального контента (реплейсеры);
- 12 устройств вставки локального контента (сплайсеры);
- одну аварийную-профилактическую группу[60].

## Социальная ответственность
Коллективный договор
19 марта 2020 года в РТРС заключен коллективный договор на 2020—2023 годы. В новом коллективном договоре сохранены действующие социальные льготы и гарантии для работников, в том числе более 30 социальных льгот сверх предусмотренных Трудовым кодексом Российской Федерации.
Профсоюзная организация
С момента создания брянского филиала РТРС в нем действует первичная профсоюзная организация. Сотрудники филиала участвуют в спартакиаде членов Федераций профсоюзов Брянской области.

## Награды
21 ноября 2007 года исполнительному директору брянского филиала РТРС Валерию Рулеву было присвоено звание «Заслуженный работник связи Российской Федерации».
7 мая 2015 года электромеханик средств радио и телевидения цеха Новозыбкова Александр Дайнеко был награжден почетной грамотой губернатора Брянской области.
По итогам 2018—2019 годов филиал был признан победителем в ежегодном корпоративном конкурсе РТРС.
В 2018 году директор филиала Ирина Малявко была признана победителем корпоративного конкурса в номинации «Директор года».
24 апреля 2019 года коллектив филиала, главный инженер Олег Зуев и главный экономист филиала Марианна Саваренко были отмечены почетными грамотами губернатора Брянской области «за многолетний и добросовестный труд, большой вклад в развитие телерадиовещания в Брянской области и в связи с 60-летием со дня образования радиотелецентра». Другие сотрудники были поощрены благодарностями губернатора и почетными грамотами Брянской областной Думы.
3 августа 2020 года директору Ирине Малявко было присвоено звание «Заслуженный работник связи и информации Российской Федерации». Электромеханик цеха Брянск Геннадий Жариков был награждён медалью ордена «За заслуги перед Отечеством» II степени.